# Béthune
Béthune je mesto in občina v severni francoski regiji Nord-Pas-de-Calais, podprefektura departmaja Pas-de-Calais. Leta 2009 je mesto imelo 25.766 prebivalcev.

## Geografija
Kraj leži v severni francoski pokrajini Artois, 35 km severno do severozahodno od Arrasa.

## Administracija
Béthune je sedež treh kantonov:
- Kanton Béthune-Jug (del občine Béthune, občine Allouagne, Fouquereuil, Fouquières-lès-Béthune, Labeuvrière, Lapugnoy, Verquin),
- Kanton Béthune-Sever (del občine Béthune, občine Annezin, Chocques, Oblinghem, Vendin-lès-Béthune),
- Kanton Béthune-Vzhod (del občine Béthune, občine La Couture, Essars, Hinges, Locon, Vieille-Chapelle).

Mesto je prav tako sedež okrožja, v katerega so poleg njegovih vključeni še kantoni Auchel, Barlin, Bruay-la-Buissière, Cambrin, Divion, Douvrin, Houdain, Laventie, Lillers, Nœux-les-Mines in Norrent-Fontes z 284.563 prebivalci.

## Znamenitosti
- Béthunski zvonik, zgrajen leta 1388, zgodovinski spomenik od leta 1862, skupaj z ostalimi podobnimi stolpi v Belgiji in Franciji na UNESCOvem seznamu svetovne kulturne dediščine od 15. julija 2005,
- Hôtel de Beaulaincourt, na seznamu francoskih zgodovinskih spomenikov od leta 1974,
- mestna hiša, zgodovinski spomenik od leta 2001,
- cerkev sv. Vedasta.

## Pobratena mesta
- Hastings (Anglija, Združeno kraljestvo),
- Schwerte (Nemčija),
- Courtrai (Belgija).